# Premier Service
Premier Service列車是在英国威尔士运行的旅客列车，目前运营单位是Transport for Wales Rail，开行区间是霍利希德站至加迪夫中央車站。

## 历史
2008年12月15日Premier Service列車首次开行，线路为霍利希德站至加迪夫中央車站。 该列车服务的初始名称为「Y Gerallt Gymro」（威尔士的杰拉德之意），營運路線连接南北威尔士，並受到威尔士政府的财政补助。大中央鐵路以及Wrexham & Shropshire两间鐵路运营公司均曾参与竞争这一旅客列车服务的运营权，之後由阿瑞瓦威爾斯鐵路下属的Wales & Borders franchise拿到營運權。
开行初期使用4輛由维珍铁路租借而来的British Rail Class 57機車（编号分别为57313、57314、57315、57316）组成两列机辆模式列车，每列列车的编组为1輛
British Rail Class 57＋1輛英国铁路3型客车＋3輛英国铁路2型客车＋1輛British Rail Class 57，开行时仅前進端的机车提供动力，另一端机车不使用，这种编组优点在于换向时无需摘挂机车，缺点在于列车开行时后端的机车用不上。 2009年2月起改为每列列车仅编有1輛British Rail Class 57。
2012年3月，British Rail Class 57被DB Cargo UK取代。与此同时，列车编组中的英国铁路2型客车替换为英国铁路3型客车。列车初期在克鲁站经停。自2012年9月列车编组中加入一节DVT后，改为在雷克瑟姆火车总站经停，以便讓列车能够在切斯特站轉換方向。
2018年10月，Premier Service列車的运营单位由「Wales & Borders franchise」变更为KeolisAmey Wales。 2020年3月，Premier Service列車因新冠疫情暂时停运，所使用的英国铁路3型客车随之退役。
2021年6月7日，Premier Service列車由「Transport for Wales」下属的「Transport for Wales Rail」恢复运行。恢复运行的Premier Service列車编组为英國鐵路67型柴油機車＋英国铁路4型客车＋英国铁路4型客车＋DVT，设有一等座和二等座两种舱位。2021年8月起为每周一至周五开行，3列次往返。

## 圖片

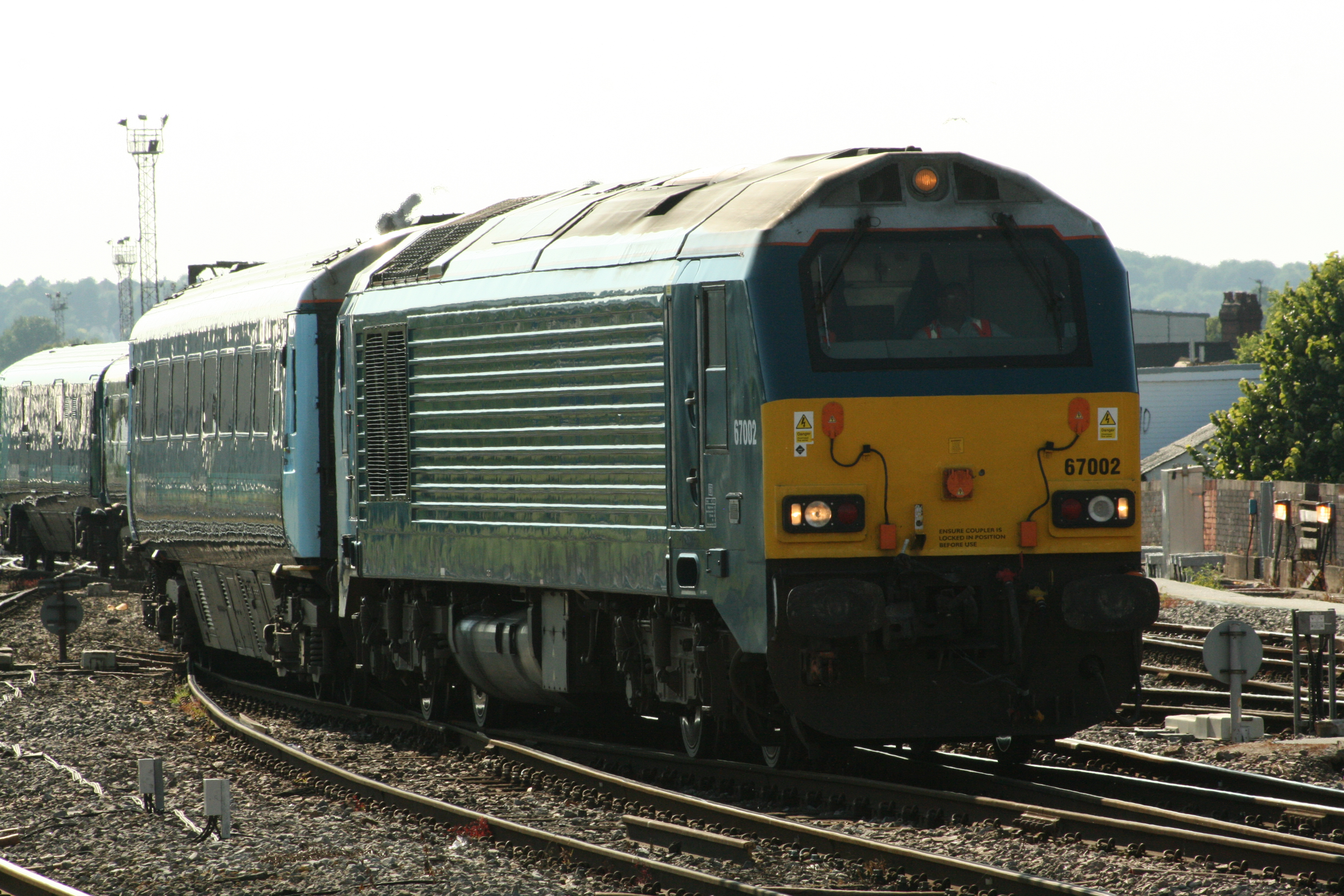
2015年6月30日，Premier Service列車在加迪夫中央車站
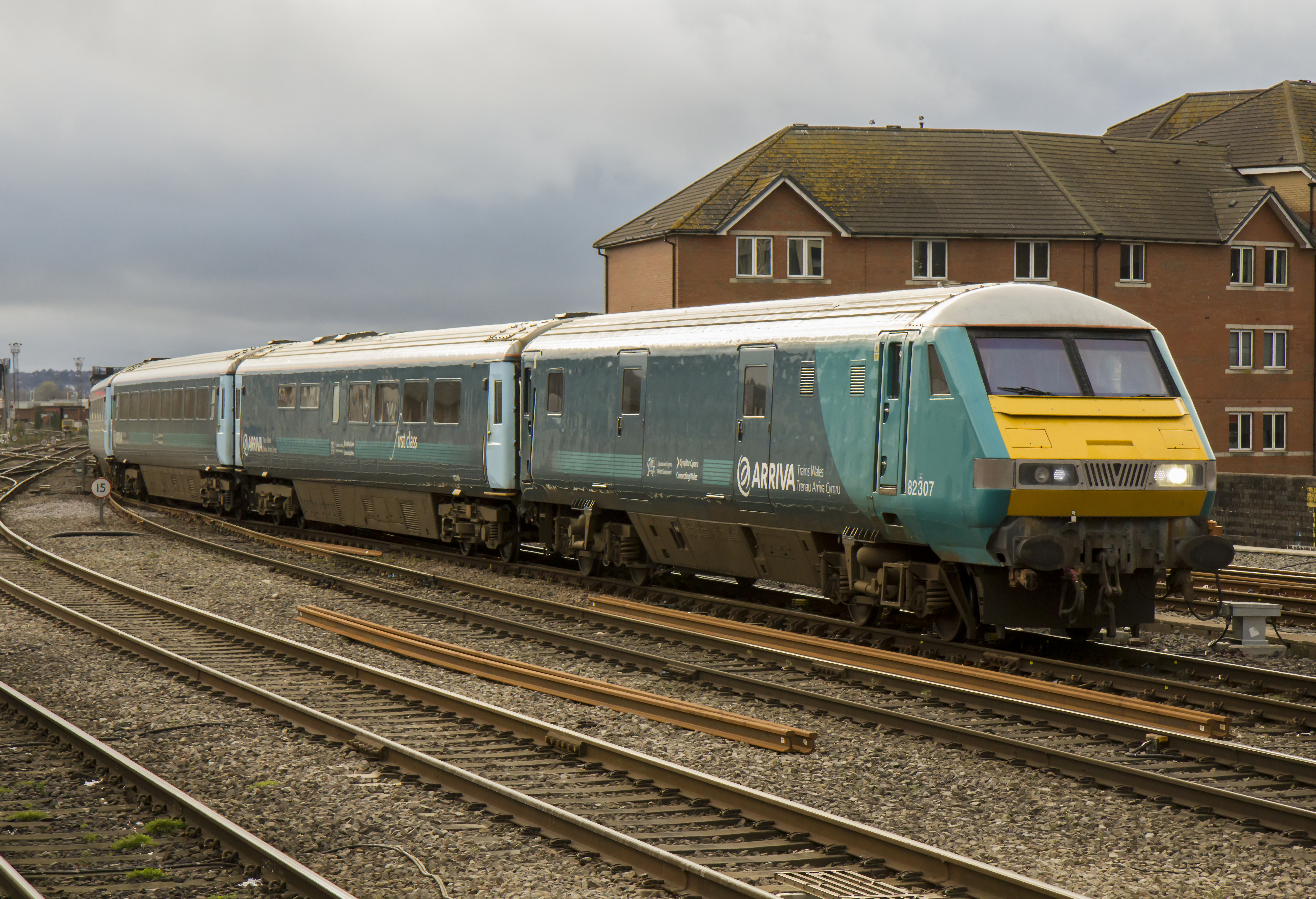
阿瑞瓦威爾斯鐵路运营期间的Premier Service列車，2017年3月16日